# Schwefelleber
Schwefelleber oder Hepar sulfuris ist eine alte Bezeichnung für ein Stoffgemisch aus Kaliumsulfid, Kaliumpolysulfiden, Kaliumthiosulfat und Kaliumsulfat. Man gewinnt sie durch das Zusammenschmelzen von Kaliumcarbonat (Pottasche) und Schwefel unter Luftabschluss bei 250 °C.
Der Name geht auf die leberbraune Farbe des Gemisches zurück.

## Eigenschaften

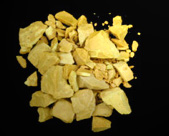
Schwefelleber

Wässrige Lösungen von Schwefelleber scheiden langsam Schwefel (Schwefelmilch) und gasförmigen, giftigen Schwefelwasserstoff (H2S) ab. Diese Zersetzung erfolgt auch, allerdings langsamer, wenn Schwefelleber nicht unter Luftabschluss aufbewahrt wird.

## Verwendung
Schwefelleber wird medizinisch (als sogenanntes: Kalium sulfuratum pro balneo) zur Herstellung von Schwefelbädern bei verschiedenen Hautkrankheiten (v. a. Pilzinfektionen) eingesetzt. Gegenüber früher ist der Gebrauch allerdings zurückgegangen. Daneben wird das Gemisch in verschiedenen Beiz- und Färbverfahren verwendet. In der Schwarzweißfotografie wird mit einer schwachen Lösung das fertig entwickelte Bild stabilisiert und rötlich braun getont.
In der Metallverarbeitung wurde Schwefelleber zum Schwarzfärben (Patinieren) von Kupfer oder Silber bei Zier- und Schmuckstücken verwendet.
Auch heute noch wird sie eingesetzt, um Kupferbilder herzustellen.

## Historisches
Der schwedische Chemiker Carl Wilhelm Scheele benutzte Schwefelleber bei seinen Versuchen, die Zusammensetzung der Luft zu bestimmen. In seinem 1777 veröffentlichten Manuskript Chemische Abhandlung von der Luft und dem Feuer schlussfolgerte er aus einem Versuch mit wässriger Lösung von Schwefelleber, „die Luft muß aus elastischen Flüssigkeiten von zweyerley Art, zusammengesetzt seyn“, wovon eines Feuerluft (Sauerstoff) sei.
Die bereits 1697 erstmals publizierte Heparprobe erhielt diesen Namen, da bei dieser Nachweisreaktion eine Verbindung entsteht, die farblich an die Schwefelleber erinnert.